# Vigor Lamezia Calcio 1919
La Vigor Lamezia Calcio 1919, meglio nota come Vigor Lamezia, è la principale società calcistica italiana della città di Lamezia Terme. Milita in Serie D, il quarto livello del campionato italiano di calcio.
Dopo essere stata fondata nel 1919 la squadra è stata oggetto di diverse rifondazioni, l'ultima delle quali nel 2021. La squadra vanta come miglior successo della sua storia la propria partecipazione a due campionati della terza divisione nazionale, nella quale il suo miglior risultato è costituito da un nono posto.
I colori sociali sono il bianco e il verde. Disputa le partite casalinghe allo stadio Guido D'Ippolito.

## Storia

### Le origini
La storia del calcio a Lamezia Terme nell'allora comune di Nicastro, iniziò nel 1919 quando i fratelli Pietro, Antonio ed Alfredo Baccari introdussero in città il gioco fondando l'Unione Sportiva Vigor Nicastro, che iniziò l'attività locale nel 1920.
Nella stagione 1920-1921 superò la Fortitudo Cosenza con i punteggi di 3-0 e 0-0 e vinse il campionato di Terza Categoria ma non partecipò alle finali per la promozione. Il 20 luglio 1922 batté 3-1 l'Ischia Monteleone. Nel 1923-1924 la Vigor disputò la Terza Divisione, campionato poi vinto dalla Palmese. Nel campionato di Terza Divisione della stagione 1927-1928, esordì il 22 luglio battendo la Paolana 3-0, con autorete di Pisani, gol di Mercuri al 40º e un rigore al 20º del secondo tempo. Successivamente il 29 luglio, la Vigor perse fuori casa con il Dopolavoro Sportivo Cosenza, quindi il 5 agosto vinse in casa con la Catanzarese Scalfaro-Braccini. Alla fine del torneo giunse quinta. Nella stagione 1928-1929 la Vigor vinse il campionato di Terza Divisione ma non partecipò alle finali per la promozione, nel 1929-1930 giunse quarta a due punti dalla vincente Garibaldi Reggio Calabria. Nel 1930-1931 vinse il torneo di Terza Divisione, precedendo Reggina B e Gioiese, ma la stagione successiva non essendo organizzati né un campionato di Seconda Divisione né di Terza, la Vigor dovette rimanere inattiva.

### Dal secondo dopoguerra agli anni ottanta
Nel 1946-1947 la Vigor vinse il campionato di Prima Divisione e ottenne il miglior risultato della propria storia conquistando la terza serie. La Serie C 1947-1948 fu diluita in diciotto gironi, che comunque vide nel girone della Vigor squadre importanti come il Foggia e il Catanzaro, provenienti dalla Serie B, l'Incedit, il Crotone e il Potenza. Nella stagione da sottolineare le vittorie per 1-0 sul Foggia, che poi vinse il campionato, 1-0 al Potenza, 2-0 sull'Incedit e il 3-1 all'Audace con salvezza matematica a una giornata dal termine. La Vigor, non finendo nelle primissime posizioni, dovette abbandonare ugualmente la Serie C per la riforma dei campionati e venne assegnata alla nuova Promozione Interregionale, alla quale partecipò per quattro stagioni consecutive. Successivamente disputò tre campionati di Promozione regionale fino alla promozione in IV Serie.

Una formazione della stagione 1977-1978, culminata nella promozione in Serie C2.

A cavallo tra gli anni sessanta e settanta i biancoverdi parteciparono a dieci campionati di Serie D. Nell'estate del 1977 venne rifondata, si scelse come nuova denominazione Vigor Lamezia Calcio in rappresentanza della nuova città di Lamezia Terme, costituita nove anni prima. Nella stagione 1977-1978 classificandosi al terzo posto, la Vigor venne promossa nel nuovo campionato di Serie C2, ritornando così dopo trent'anni nei professionisti. Nella stagione 1978-1979, ottenne un quarto posto e sfiorò la promozione in Serie C1, mentre nel campionato 1979-1980 arrivò al penultimo posto e retrocedette in Serie D.
L'8 ottobre 1985 muore il presidente Diego Menniti, sostituito alla carica da Giovanbattista Ventura.
Nel 1986-1987 vinse il Campionato Interregionale e si stabilizzò per sette stagioni consecutive in Serie C2. Nella stagione 1987-1988 lottò per la promozione in Serie C1 fallendola per un soffio finendo al terzo posto, da ricordare i confronti con il Palermo, che videro la Vigor vincere in casa 1-0 e pareggiare fuori casa 1-1. Nel 1988-1989 si classificò al nono posto mentre nel 1989-1990, la stagione in cui i dirigenti di un'altra squadra cittadina, l'Adelaide Nicastro, decisero di passare nei ranghi societari della Vigor Lamezia, si piazzò al sesto posto.

### Gli anni novanta e duemila
Nelle stagioni 1990-1991 e 1991-1992 ottenne due quinti posti, mentre nel 1992-1993 si classificò al decimo posto. Una difficile situazione economica la portò nella stagione 1993-1994, dopo la retrocessione nel Campionato Nazionale Dilettanti con un deludente e inaspettato penultimo posto, al fallimento. Venne rifondata nell'estate del 1995 con la denominazione di Comprensorio Vigor Lamezia, dopo aver acquistato il titolo del Real Catanzaro, in realtà un titolo sportivo proveniente sempre da Lamezia, ovvero dall'Adelaide Nicastro. Quindi nella stagione 1995-1996 la Vigor ripartì dal Campionato Nazionale Dilettanti. Successivamente la nuova società riacquistò il titolo del 1919 per tornare a chiamarsi Vigor Lamezia.

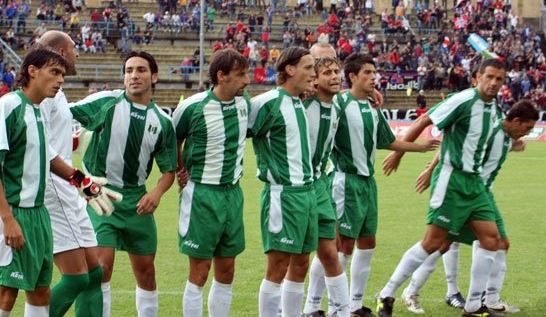
Una formazione della stagione 2008-2009.

La Vigor ha sfiorato diverse volte la vittoria del campionato, così come nel 2003-2004 quando è superata dal Rende, ma grazie alla vittoria nei play-off contro Milazzo e Modica, è stata ripescata in Serie C2. Da quel momento ha militato per cinque anni consecutivi nella stessa categoria, sfiorando la Serie C1 nella stagione 2007-2008, essendo eliminata in semifinale play-off dal Real Marcianise, fino alla stagione 2008-2009 in cui è retrocessa in Serie D. Nella stagione 2009-2010 si classifica al quarto posto in Serie D, vince i play-off e viene ripescata nel campionato di Lega Pro Seconda Divisione, tornando prontamente nel calcio professionistico.

### Gli anni duemiladieci
Nel 2010-2011 si piazza al decimo posto e mantiene la categoria, mentre nel 2011-2012 lotta per la promozione diretta piazzandosi al terzo posto, ma viene eliminata in semifinale play-off dalla Paganese. Nel campionato 2012-2013 la squadra lotta per non retrocedere fino all'ultima giornata, quando, grazie al pareggio interno per 0-0 contro L’Aquila, riesce ad evitare i play-out. In questo campionato, ha il peggior attacco con soli 26 gol fatti, tuttavia la squadra può fregiarsi di un primato positivo, con appena 24 reti incassate è stata la difesa meno battuta d'Italia, assieme a quella della Juventus scudettata.

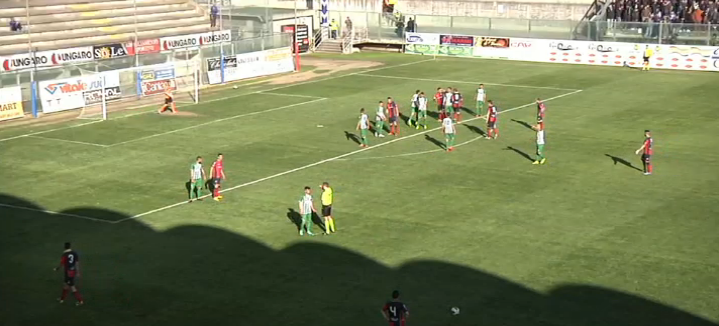
Un frangente del derby casalingo col Cosenza del 25 marzo 2015, in Lega Pro.

Nella stagione 2013-2014 a seguito della riforma dei campionati organizzati dalla Lega Pro, e grazie all'ottavo posto conseguito in classifica, la società biancoverde acquisisce il diritto di partecipare al nuovo campionato di Serie C. Quindi per la seconda volta nella propria storia raggiunge il terzo livello del campionato italiano di calcio.

#### Il coinvolgimento inDirty Soccered il fallimento
Il 19 maggio 2015 vengono arrestati il direttore sportivo Fabrizio Maglia ed il direttore marketing Felice Bellini e viene indagato il presidente Claudio Arpaia, nell'ambito dell'inchiesta sul calcioscommesse Dirty Soccer. Il 29 agosto seguente, nonostante la salvezza conquistata sul campo, la Vigor Lamezia viene retrocessa dalla Corte d'Appello Federale della FIGC in Serie D per illecito sportivo.
Dopo aver concluso all'ultimo posto il campionato di Serie D 2015-2016, retrocede in Eccellenza, tornando a distanza di ventidue anni nei campionati regionali. Inserita nel girone B, il 23 dicembre 2016 vince la Coppa Italia Dilettanti regionale in finale contro lo Scalea, guadagnandosi il diritto di partecipare alla fase nazionale, dalla quale verrà estromessa al primo turno dai siciliani del Troina. Il campionato viene chiuso al terzo posto in classifica. Al termine della stagione regolare, la società non iscrive la squadra al successivo campionato, perdendo l'affiliazione alla FIGC e mettendo in liquidazione l'azienda.

#### Tentativi di rifondazione
Nel mese di agosto 2017, dalla fusione fra l'ASD Biancoverdi Lamezia e il CSI Stalettì (militante in Prima Categoria), nasce l'A.S.D. Vigor Lamezia 1919, dall'iniziativa di un gruppo di soci lametini. La presidenza della nuova società (iscritta in Prima Categoria) viene affidata ad Alessandro Rettura. Nei primi di settembre il Comitato Regionale Calabria ufficializza il D'Ippolito quale terreno di casa della nascente società.
Contestualmente, una parte della tifoseria e gli ultras, non riconoscendo il neonato sodalizio quale erede della tradizione sportiva cittadina, fondano ex novo l'A.S.D. Vigor 1919, iscrivendola in Terza Categoria. La presidenza viene affidata a Vincenzo Ammendola e le partite casalinghe si giocano sul campo sportivo Remo Provenzano. Al termine della stagione regolare conquista la promozione in Seconda Categoria, in virtù del secondo posto in campionato.
La Vigor Lamezia 1919 conclude il rispettivo girone del campionato di Prima Categoria al secondo posto, conquistando il salto di categoria nel campionato di Promozione battendo ai play-off l'Archi. In estate cambia denominazione in A.S.D. Vigor Lamezia Calcio 1919. Al termine del campionato di Promozione 2018-2019, viene ripescata in extremis in Eccellenza in sostituzione dell'Olympic Rossanese 1909. La Vigor 1919, invece, si fonde col Fronti (mantenendo la denominazione), altra società calcistica cittadina con sede nell'omonima frazione, ereditandone la categoria di appartenenza, la Prima Categoria.
Nel mese di agosto 2019, la Vigor 1919 (militante in Prima Categoria), ottiene il "diritto di poter utilizzare a proprio uso qualsiasi riferimento storico, immagini digitali e cartacee, meriti sportivi, trofei e qualsiasi altra notizia e/o riferimento avente a che fare e di proprietà della Vigor Lamezia s.r.l." in seguito all'accordo con Giancarlo Butera, presidente dello storico sodalizio fallito.

#### L'unione e la successiva rinascita
Il 19 giugno 2020 le due società lametine si sono unite e la presidenza è stata assegnata all'imprenditore Felice Saladini e la Vigor Lamezia Calcio 1919 è stata iscritta al campionato di Eccellenza per la stagione 2020-2021.
Il 30 luglio 2021, dopo aver cambiato la denominazione dell'A.S.D. Sambiase, squadra che qualche mese prima aveva conquistato l’accesso alla Serie D, in "F.C. Lamezia Terme", Felice Saladini, già presidente della Vigor Lamezia, inoltra richiesta di rinuncia al campionato di Eccellenza per la squadra biancoverde, con conseguente scomparsa della società.
Il 23 agosto 2021, in una conferenza stampa indetta qualche giorno prima, il presidente onorario Alfredo Mercuri illustra alla stampa il nuovo progetto di "Vigor Lamezia", ripartendo così dalla Prima Categoria.
Il 22 Luglio 2022, dopo aver perso la finalissima playoff, viene ripescata nel campionato di Promozione .
Il 2 Aprile 2023, battendo per 2-1 la Palmese, vince, dopo ben 36 anni dall’ultima volta un campionato, aggiudicandosi così la categoria immediatamente superiore, l’Eccellenza, dove solamente 2 anni prima era stata cancellata. L’annata successiva arriva in 2ª posizione, qualificandosi per i play-off di Serie D. Vince la finale play-off regionale contro il Cittanova, imponendosi per 4-0, ma perde la semifinale nazionale contro il Bisceglie. Nella stagione 2024-2025 vince il campionato di Eccellenza con 3 giornate di anticipo, ritornando così in Serie D dopo 9 anni di assenza. Nello stesso anno, inoltre, vince per la prima volta la Supercoppa regionale, battendo 3-2 il Trebisacce e 2-0 la Virtus Rosarno in un triangolare al D'Ippolito.

## Colori e simboli

### Colori
La prima divisa della Vigor è composta da una maglia bianca con una larga striscia verde sul petto e pantaloncini bianchi.

### Simboli ufficiali

#### Stemma
L'emblema della Vigor è formato da uno scudo in campo verde con la scritta Vigor Lamezia in oro in una fascia bianca in alto e fascia tricolore in basso.
La torre stilizzata che campeggia nel logo della Vigor è il bastione di Malta, il quale, essendo un vero e proprio simbolo monumentale cittadino, si trova anche nello stemma comunale di Lamezia Terme.

Il logo utilizzato fino al fallimento del 2017
Il logo utilizzato nel 2020-2021
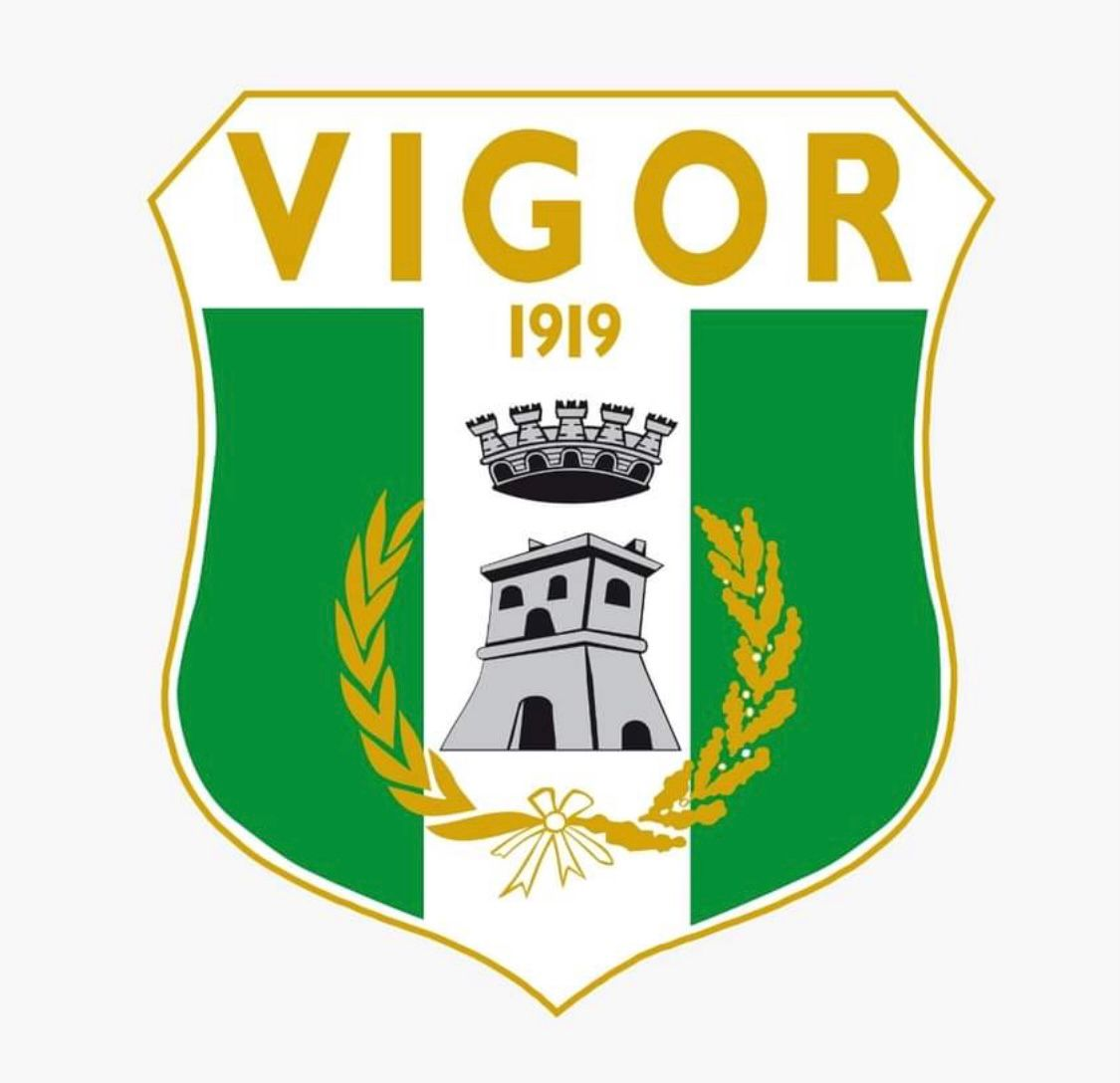
Il logo utilizzato dal 2021

#### Inno
L'inno della Vigor Lamezia è nato negli anni ottanta

## Strutture

### Stadio
La Vigor Lamezia gioca le partite casalinghe allo stadio Guido D'Ippolito, impianto capace di ospitare 3.730 spettatori.

### Centro di allenamento
La Vigor Lamezia si allena allo stadio Guido d'Ippolito.

## Società

### Sponsor
- 1980-1986 Ennerre
- 1986-1987 ...
- 1987-1988 Uhlsport
- 1988-1990 Diadora
- 1990-1991 N2
- 1991-1992 ...
- 1992-1993 Umbro
- 1993-1994 Devis
- 1994-1996 ...
- 1996-1997 Umbro
- 1997-1999 ...
- 1999-2000 Torello
- 2000-2003 Valsport
- 2003-2016 Royal[40]
- 2016-2017 Evol
- 2018-2020 Kappa
- 2020-2021 Eye Sport
- 2021-2022 Kappa
- 2022-2024 Macron

- 1980-1988 ...
- 1988-1990 Centergros
- 1990-1992 ...
- 1992-1993 Ecosistem
- 1993-2002 ...
- 2002-2003 Vitalesud
- 2003-2006 ...
- 2006-2007 Punto Bet
- 2007-2008 Centro Commerciale Due Mari
- 2008-2010 EracleSofà
- 2010-2012 Ecosistem
- 2012-2014 Carrefour Market
- 2014-2015 Ungaro[40]
- 2015-2017 Carrefour Market
- 2022-2023 Kalabra Infissi
- 2023 - Ecologia Oggi

### Impegno nel sociale
La Vigor Lamezia, durante la stagione 2013-2014, ha preso parte al Progetto di Solidarietà "INSIEME POSSIAMO" promosso dal Centro Commerciale Due Mari e dall'Associazione UNITALSI di Lamezia Terme, con il patrocinio della Regione Calabria, la Provincia e Comune di Catanzaro, Comune di Lamezia Terme, Comuni dell'Unione Monte Contessa (Comune di Curinga, Maida, San Pietro a Maida, Cortale e Jacurso), Comune di Feroleto Antico, Comune di Sersale e dell'Azienda Sanitaria Provinciale di Catanzaro.
L'iniziativa ha come obiettivo quello di raccogliere trentamila euro per dotare il reparto di pediatria dell'ospedale di Lamezia Terme, di una sala di terapia semi-intensiva.

## Allenatori e presidenti
- 1920-1956 ...
- 1950  Sergio Marzocco
- 1956-1957  Enzo Dolfin
- 1957-1962 ...
- 1962-1963  Antonio Carlei
- 1963-1964  Mihály Vörös
- 1964-1965  Antonio Carlei
- 1965-1967  Antonio Lionetti
- 1967-1968  Augusto Vaccari
- 1968-1969  Mihály Vörös
- 1969-1970  Carlo Orlandi
- 1970-1971  Antonio Carlei
 Guido Roncarati
- 1971-1973 ...
- 1973-1974  Antonio Carlei
 Carmelo Sconzo
- 1974-1975  Carmelo Sconzo
- 1975-1976  Antonio Carlei
- 1976-1979  Alberto Spelta[42]
- 1979-1980  Giulio Bonafin
- 1980-1981  Giancarlo Rodolfi
 Antonello Coclite
- 1981-1982  Franco D'Angelo
- 1982-1983  Piero Baroncini
- 1983-1985 ...
- 1985-1986  Mario Zurlini
- 1986-1987  Claudio Ranieri (1ª-13ª)
 Carmine Tascone (14ª-30ª)
- 1987-1988  Paolo Lombardo
 Gianni Ardemagni
- 1988-1989  Mario Facco
- 1989-1990  Piero Baroncini
 Giorgio Sereni
- 1990-1991  Sergio Santarini (1ª-12ª)
 Gesualdo Albanese (13ª-34ª)
- 1991-1992  Francesco Scorsa
- 1992-1993  Enrico Nicolini
- 1993-1994  Ernesto Costantino
 Carlo Orlandi
- 1994-1995  Giovanni Scardamaglia
 Bruno Miletta
 Ieso Rocca
- 1995-1996  Filippo Trapasso
- 1996-1997  Filippo Trapasso
 Piero Baroncini
- 1997-1998  Filippo Trapasso e  Danilo Daniele
- 1998-1999  Alberto Spelta
- 1999-2000  Alberto Spelta (1ª-9ª)
 Giuseppe Pallavicini (10ª-34ª)
- 2000-2001  Gennaro Pulice
- 2001-2002  Giuseppe Galluzzo
- 2002-2003  Salvatore Amato
- 2003-2004  Luigi Boccolini
- 2004-2005  Giuseppe Galluzzo
- 2005-2007  Nicola Provenza
- 2007-2008  Alfonso Ammirata
- 2008-2009  Alfonso Ammirata (1ª-22ª)
 Danilo Pierini (23ª-34ª)
- 2009-2010  Domenico Giacomarro
 Luigi Marulla
- 2010-2013  Massimo Costantino
- 2013-2014  Massimo Costantino (1ª-10ª)
 Raffaele Novelli (11ª-24ª)
 Massimo Costantino (25ª-34ª)
- 2014-2015  Alessandro Erra[43]
- 2015-2016  Antonio Gatto
- 2016-2017  Angelo Andreoli
- 2020-2021  Massimo Morgia 
 Jorge Vargas
- 2021-2022  Gianluca Perrone
- 2022-2023  Gianluca Perrone (1ª-11ª)
 Giuseppe Saladino (12ª-30ª)
- 2023-2024  Danilo Fanello
- 2024-2025  Rosario Salerno
- 2025-  Antonio Foglia Manzillo

- 1920-?  Pietro Carlo Baccari
- ?-1962 ...
- 1962-1971  Marcello Anastasio Pugliese
- 1971-1972  Mario Pugliano (pro tempore)
 Carlo Alberto Gatto (comm. straordinario)
- 1972-1973  Carlo Alberto Gatto
- 1973-1974  Carlo Alberto Gatto
 Celano
- 1974-1978  Giuseppe Dattilo
- 1978-1983  Ermanno Guzzi
- 1983-1985  Diego Menniti
- 1985-1986  Diego Menniti[44]
 Giovanbattista Ventura (da ottobre)
- 1986-1989  Giovanbattista Ventura
- 1989-1992  Michele Amatruda
- 1992-1993  Giuseppe Mazzei
- 1993-1995  Enzo Saladino
- 1995-2000  Antonio Cantafio e  Antonio Gaetano
- 2000-2001  Antonio Cantafio (1ª-10ª)
 Fabrizio Maglia (pro tempore) (11ª-36ª)
- 2001-2005  Alfredo Mercuri
- 2005-2006  Antonio Cantafio e  Ermanno Guzzi
- 2006-2009  Antonello Bevilacqua
- 2009-2013  Paolo Mascaro
- 2013-2015  Claudio Arpaia
- 2015-2016  Gianni Torcasio e  Giancarlo Butera
- 2016-2017  Giancarlo Butera e  Marco Mirabelli
- 2020-2021  Felice Saladini
- 2021-2022  Vincenzo Ammendola
- 2022-2023  Saverio Torcasio
- 2023-  Salvatore Rettura

## Palmarès

### Competizioni nazionali
- Campionato Interregionale: 1

1986-1987 (girone I)

### Competizioni regionali
- Coppa Italia Dilettanti Calabria: 1

2016-2017
- Eccellenza: 1

2024-2025
- Supercoppa Calabria: 1

2024-2025
- Prima Divisione: 1

1946-1947
- Prima Categoria: 2

1961-1962 (Girone A), 1965-1966 (Girone A)
- Promozione: 2

1954-1955, 2022-2023
- Campionato italiano di terza divisione: 2

1928-1929, 1930-1931
- Terza Categoria: 1

1920-1921

### Altri piazzamenti
- Lega Pro Seconda Divisione:

Terzo posto: 1987-1988 (girone D)
- Lega Pro Seconda Divisione:

Terzo posto: 2011-2012 (girone B)
- Campionato Interregionale:

Secondo posto: 1984-1985 (girone L), 1985-1986 (girone I)
Terzo posto: 1957-1958 (girone H)
- Campionato Nazionale Dilettanti:

Terzo posto: 1999-2000 (girone I)
- Serie D:

Secondo posto: 2001-2002 (girone I), 2002-2003 (girone I), 2003-2004 (girone I)
Terzo posto: 1977-1978 (girone I)
- Eccellenza:

Terzo posto: 2016-2017, 2019-2020
- Promozione:

Secondo posto: 1982-1983

## Statistiche e record

### Partecipazione ai campionati

#### Campionati nazionali
| Livello | Categoria                       | Partecipazioni | Debutto   | Ultima stagione | Totale |
| ------- | ------------------------------- | -------------- | --------- | --------------- | ------ |
| 3º      | Serie C                         | 1              | 1947-1948 | 1947-1948       | 2      |
| 3º      | Lega Pro                        | 1              | 2014-2015 | 2014-2015       | 2      |
| 4º      | Promozione                      | 4              | 1948-1949 | 1951-1952       | 39     |
| 4º      | IV Serie                        | 2              | 1955-1956 | 1956-1957       | 39     |
| 4º      | Campionato Interregionale       | 2              | 1957-1958 | 1958-1959       | 39     |
| 4º      | Serie D                         | 13             | 1962-1963 | 2025-2026       | 39     |
| 4º      | Serie C2                        | 13             | 1978-1979 | 2007-2008       | 39     |
| 4º      | Lega Pro Seconda Divisione      | 5              | 2008-2009 | 2013-2014       | 39     |
| 5º      | Campionato Interregionale       | 5              | 1981-1982 | 1986-1987       | 16     |
| 5º      | Campionato Nazionale Dilettanti | 4              | 1995-1996 | 1998-1999       | 16     |
| 5º      | Serie D                         | 7              | 1980-1981 | 2009-2010       | 16     |

#### Campionati regionali
| Livello | Categoria         | Partecipazioni | Debutto   | Ultima stagione | Totale |
| ------- | ----------------- | -------------- | --------- | --------------- | ------ |
| I       | Prima Divisione   | 3              | 1938-1939 | 1946-1947       | 19     |
| I       | Promozione        | 8              | 1952-1953 | 1982-1983       | 19     |
| I       | Prima Categoria   | 4              | 1959-1960 | 1965-1966       | 19     |
| I       | Eccellenza        | 4              | 2016-2017 | 2024-2025       | 19     |
| II      | Terza Categoria   | 1              | 1920-1921 | 1920-1921       | 8      |
| II      | Terza Divisione   | 5              | 1923-1924 | 1930-1931       | 8      |
| II      | Promozione        | 2              | 1994-1995 | 2022-2023       | 8      |
| III     | Prima Categoria   | 2              | 2019-2020 | 2021-2022       | 2      |
| IV      | Seconda Categoria | 1              | 2018-2019 | 2018-2019       | 1      |
| V       | Terza Categoria   | 1              | 2017-2018 | 2017-2018       | 1      |

### Statistiche di squadra
- Miglior tradizione: 18 vittorie e 4 sconfitte con il Castrovillari;
- Vittoria record: 1961-1962 - Prima Categoria 13-1 al Pro Cosenza;
- Vittoria record esterna: 1957-1958 - IV Serie 7-0 alla Taurianovese;
- Miglior differenza partite vinte/perse in una stagione: +20 nelle stagioni 1954-1955 - Promozione, 1965-1966 - Prima Categoria e 1986-1987 - Campionato Interregionale;
- Maggior numero di punti in una stagione: 2011-2012 - Lega Pro Seconda Divisione 80 su 120;
- Miglior media punti in una stagione: 2002-2003 - Serie D 2,20 a partita;
- Maggior numero di vittorie in una stagione: 2011-2012 - Lega Pro Seconda Divisione 23 su 40;
- Maggior numero di vittorie consecutive in una stagione: 1986-1987 - Campionato Interregionale 10 vittorie consecutive nelle ultime 10 partite, 1965-1966 - Prima Categoria 10 vittorie consecutive di cui una a tavolino;
- Maggior numero di vittorie casalinghe in una stagione: 2011-2012 - Lega Pro Seconda Divisione 16 su 20;
- Maggior numero di vittorie casalinghe consecutive in una stagione: 1976-1977 - Promozione 15 su 15;
- Miglior calcio d'Europa: la squadra biancoverde risulta essere la prima davanti all'Olympique Lione e all'Arsenal, nella top ten 2007 stilata dal computer per il quotidiano l'Unità, in base al programma "ML calcio"[48]. In pratica il computer ha messo insieme la qualità e la quantità di gioco espressa dalle squadre di Serie A, B, C1, C2, Bundesliga, Primera División, Ligue 1, Premier League e altri. Di ogni formazione sono state setacciate e convertite in numeri, attraverso i video di tutte le partite e le varie fasi di gioco. Appartenendo a campionati differenti, nel calcolatore sono stati inseriti dei parametri per annullare il divario, che ovviamente separa i vari tornei[48].

## Tifoseria

### Storia
Il tifo lametino è composto per la maggior parte da persone provenienti dalla città di Lamezia Terme e in misura minore da quelle vicine, risultando essere quindi geolocalizzato.
Attualmente l'unico gruppo ultras attivo al seguito dei biancoverdi è il CNA, acronimo di Collina Non Autorizzata.

### Gemellaggi e rivalità
La tifoseria della Vigor Lamezia è gemellata con la tifoseria della Paolana, Milazzo, col gruppo Masseria 1919 del Napoli, col gruppo Mecha Klan del Catania e con il Vicenza.
Le rivalità più accese sono quelle con il Crotone (rivalità più sentita fino alla fine degli anni '90), con la Vibonese, con il Cosenza e con il Catanzaro (nonostante i rapporti di amicizia durati fino alla metà degli anni '90, culminati con una presenza catanzarese insieme con gli ultras lametini in una partita valevole per la promozione in Serie C2 giocata allo Stadio Guido D'Ippolito tra Vigor Lamezia e Paolana). Altre rivalità di minor importanza sono con la Reggina, il Messina, l'Igea Virtus, la Rossanese e la Battipagliese.